# NGC 4873
NGC 4873 is een lensvormig sterrenstelsel in het sterrenbeeld Hoofdhaar. Het hemelobject werd op 10 mei 1863 ontdekt door de Duits-Deense astronoom Heinrich Louis d'Arrest.

## Synoniemen
- MCG 5-31-69
- ZWG 160.229
- DRCG 27-155
- PGC 44621